# Hypsiglena tanzeri
Hypsiglena tanzeri là một loài rắn trong họ Rắn nước. Loài này được Dixon & Lieb mô tả khoa học đầu tiên năm 1972.